# Heterocephalum taiense
Heterocephalum taiense är en svampart som beskrevs av Persiani & Maggi 1987. Heterocephalum taiense ingår i släktet Heterocephalum, divisionen sporsäcksvampar och riket svampar.   Inga underarter finns listade i Catalogue of Life.